# (4979) Otawara
Pour les articles homonymes, voir Otawara.
(4979) Otawara est un astéroïde de la ceinture principale découvert par Karl Wilhelm Reinmuth à Heidelberg le 2 août 1949.
Il aurait dû être survolé par la sonde spatiale Rosetta, mais un report du lancement de plus d'un an empêcha ce survol.